# مستقبل الإستروجين بيتا
مستقبل الإستروجين بيتا، والمعروف أيضًا باسم NR3A2 (فصيلة المستقبل النووي 3، المجموعة أ، العضو 2)، هو أحد نوعين رئيسيين من مستقبلات هرمون الإستروجين -مستقبل نووي يجرى تنشيطه بواسطة هرمون الإستروجين الجنسي. لدى البشر، يُرمَّز مستقبل الإستروجين بيتا بواسطة الجين ESR2.

## الوظيفة
مستقبل الإستروجين بيتا هو عضو في عائلة مستقبلات هرمون الإستروجين وعائلة عوامل نسخ المستقبلات النووية. يحتوي منتج الجين على مجال ربط للحمض النووي الريبوزي منقوص الأوكسجين ذو نهاية أمينية، ومجال ربط ربيطة ذات نهاية كربوكسيلية، ويُنقَل إلى النواة والسيتوبلازم والميتوكوندريا. عند ارتباطه بـ 17-بيتا-إستراديول أو إستريول أو الربائط ذات الصلة، يشكل البروتين المشفر ثنائيات متجانسة أو ثنائيات غير متجانسة مع مستقبلات هرمون الإستروجين ألفا التي تتفاعل مع تسلسلات معينة من الحمض النووي الريبوزي منقوص الأوكسجين من أجل تنشيط النسخ. تثبط بعض الأشكال الإسوية بشكل رئيسي نشاط أفراد عائلة مستقبلات هرمون الإستروجين. وُصِفت العديد من متغيرات النسخ المُقطَّعة البديلة الجين، ولكن لم تُوصَف الطبيعة الكاملة لبعض هذه المتغيرات بشكل كامل.
قد يثبط مستقبل الإستروجين بيتا التكاثر الخلوي ويعارض تأثيرات مستقبل الإستروجين ألفا في الأنسجة التناسلية. قد يلعب مستقبل الإستروجين بيتا أيضًا دورًا مهمًا في الوظيفة التكيفية للرئة أثناء الحمل.
مستقبل الإستروجين بيتا هو مثبط ورمي قوي، ويلعب دورًا مهمًا في العديد من أنواع السرطان مثل سرطان البروستاتا.

### الغدة الثديية
تظهر الفئران التي عُطِّل لديها مستقبل الإستروجين بيتا نموًا طبيعيًا للغدة الثديية عند البلوغ، وتكون قادرة على الإرضاع بشكل طبيعي. لا يمكن تمييز الغدد الثديية لإناث الفئران البكر البالغة عن تلك الموجودة لدى إناث الفئران البكر من النوع البري والمطابق لها عمريًا. هذا على النقيض من الفئران التي عُطِّل لديها مستقبل الإستروجين ألفا، إذ لوحظ الغياب التام لتطور الغدة الثديية عند البلوغ وما بعده. لم ينتج عن إعطاء ناهض مستقبل الإستروجين 1 الانتقائي B-041 لإناث الفئران غير الناضجة مستأصلة المبيض أي تأثيرات ملحوظة في الغدد الثديية، مما يشير أيضًا إلى أن مستقبل الإستروجين بيتا ليس له تأثير مُكبِّر للثدي.
على الرغم من أن مستقبل الإستروجين بيتا ليس مطلوبًا لتطور البلوغ في الغدد الثديية، إلا أنه قد يلعب دورًا في التمايز النهائي أثناء الحمل، وقد يكون ضروريًا أيضًا للحفاظ على تنظيم وتمايز الظهارة الثديية في مرحلة البلوغ. لدى إناث الفئران المسنة التي عُطِّل لديها مستقبل الإستروجين بيتا، يتطور مرض ثديي كيسي حاد مشابه في المظهر لاعتلال الثدي التالي لسن اليأس، في حين لا يحدث ذلك لدى إناث الفئران البرية المسنة. على أي حال، لا تعاني الفئران التي عُطِّل لديها مستقبل الإستروجين فقط من نقص في إشارات مستقبل الإستروجين بيتا في الغدد الثديية، ولكنها تعاني أيضًا من نقص في التعرض للبروجسترون بسبب ضعف تكوّن الجسم الأصفر. هذا يعقد إسناد النتائج السابقة إلى إشارات مستقبل الإستروجين للثدي.
تبيّن أن المناهضة الانتقائية لمستقبل الإستروجين بيتا بواسطة دياريلبروبيونيترات (diarylpropionitrile) تعاكس التأثيرات التكاثرية في الغدد الثديية الناتجة عن المناهضة الانتقائية لمستقبل الإستروجين ألفا بواسطة بروبيلبيرازوليريول (propylpyrazoletriol) لدى إناث الفئران مستأصلة المبيض بعد سن اليأس. وبالمثل، فإن الإفراط في التعبير عن مستقبل الإستروجين بيتا عن طريق العدوى الفيروسية البطيئة لدى إناث الفئران البكر الناضجة يقلل من التأثيرات التكاثرية في الغدد الثديية لديها. لإشارات مستقبل الإستروجين ألفا تأثيرات تكاثرية في كل من خلايا الثدي الطبيعية والسرطانية، في حين أن لمستقبل الإستروجين بيتا بشكل عام تأثيرات مضادة للتكاثر في هذه الخلايا. على أي حال، تبين أن مستقبل الإستروجين بيتا له تأثيرات تكاثرية في بعض خلايا الثدي.
تبيّن أن تعبير مستقبل الإستروجين ألفا ومستقبل الإستروجين بيتا في الغدة الثديية يتنوع طوال الدورة الشهرية، وفي حالة استئصال المبيض لدى إناث الفئران. على الرغم من أن مستقبل الإستروجين ألفا الثديي لدى قرود المكاك الريسوسي يجري تنظيمه استجابةً لزيادة مستويات الإستراديول، فإن التعبير عن مستقبل الإستروجين بيتا في الغدد الثديية ليس كذلك. يختلف التعبير عن مستقبل الإستروجين ألفا ومستقبل الإستروجين بيتا في الغدد الثديية أيضًا على مدى الحياة لدى إناث الفئران. يكون تعبير مستقبل الإستروجين ألفا الثديي أعلى، وتعبير مستقبل الإستروجين بيتا الثديي أقل لدى إناث الفئران الأصغر سنًا، بينما يكون تعبير مستقبل الإستروجين ألفا الثديي أقل وتعبير مستقبل الإستروجين بيتا الثديي أعلى لدى إناث الفئران الأكبر سنًا وكذلك لدى إناث الفئران الولودة. يكون تكاثر الثدي وحساسية الإستروجين أعلى لدى إناث الفئران الصغيرة مقارنة مع إناث الفئران الأكبر سنًا أو الولودة، خاصة أثناء نمو الغدة الثديية خلال البلوغ.

## توزيع الأنسجة
يُعَّبر عن مستقبل الإستروجين بيتا من خلال العديد من الأنسجة بما في ذلك الرحم، وخلايا الدم الوحيدة، والأنسجة الضامة، والخلايا الظهارية القولونية والرئوية، وظهارة البروستات، والنظائر الخبيثة من هذه الأنسجة. بالإضافة إلى ذلك، وُجِد مستقبل الإستروجين بيتا في جميع أنحاء الدماغ بتركيز مختلفة في مجموعات مختلفة من الخلايا العصبية. يُعبَّر عن مستقبل الإستروجين بيتا أيضًا بشكل كبير في ظهارة الثدي الطبيعية، على الرغم من انخفاض تعبيرها مع تطور السرطان. يُعبَّر عن مستقبل الإستروجين بيتا في جميع الأنواع الفرعية لسرطان الثدي. إن الجدل حول تعبير بروتين مستقبل الإستروجين بيتا أعاق دراسة مستقبل الإستروجين بيتا، ولكن جرى إنتاج أجسام المضادة أحادية النسيلة شديدة الحساسية وجرى التحقق منها جيدًا لمعالجة هذه المشكلات.

## شذوذات مستقبل الإستروجين بيتا
ترتبط وظيفة مستقبل الإستروجين بيتا بالعديد من الأهداف القلبية الوعائية بما في ذلك ناقل الكاسيت المرتبط بالأدينوسين ثلاثي الفوسفات A1 (ABCA1) وصميم البروتين الشحمي A1 (ApoA-1). قد يؤثر تعدد الأشكال على وظيفة مستقبل الإستروجين بيتا ويؤدي إلى استجابات متغيرة لدى النساء بعد سن اليأس اللواتي يتلقين علاجًا هرمونيًا بديلًا. رُبِطت شذوذات التعبير الجيني المرتبطة بمستقبل الإستروجين بيتا باضطراب طيف التوحد.

## الأمراض

### أمراض القلبية الوعائية
لقد تبيّن أن الطفرات في مستقبل الإستروجين بيتا تؤثر على الخلايا العضلية القلبية، وهي الخلايا التي تشكل الجزء الأكبر من القلب، وقد تؤدي إلى زيادة خطر الإصابة بالأمراض القلبية الوعائية. هناك تفاوت في انتشار الأمراض القلبية الوعائية بين النساء قبل وبعد سن اليأس، ويمكن أن يعزى هذا الاختلاف إلى مستويات هرمون الإستروجين. توجد أنواع عديدة من مستقبل الإستروجين بيتا من أجل المساعدة في تنظيم التعبير الجيني وصحة الجسم، ولكن الارتباط بـ17βE2 ، وهو هرمون الإستروجين الموجود بشكل طبيعي) يحسن على وجه التحديد عملية التمثيل الغذائي للقلب. يستخدم القلب الكثير من الطاقة في شكل أدينوسين ثلاثي الفوسفات (ATP) لضخ الدم بشكل صحيح والحفاظ على المتطلبات الفسيولوجية من أجل الحياة، ويساعد 17βE2 عن طريق زيادة مستويات الأدينوسين ثلاثي الفوسفات في عضلة القلب ووظيفة الجهاز التنفسي.
بالإضافة إلى ذلك، يمكن لـ 17E2 تغيير مسارات إشارات عضلة القلب وتحفيز تجديد الخلايا العضلية، مما يمكن أن يساعد في تثبيط موت الخلايا العضلية. تلعب إشارات مستقبل الإستروجين بيتا دورًا في كل من توسع الأوعية الدموية وتمدد الشرايين، مما يساهم في تمتع الفرد بمعدل ضربات قلب صحي وانخفاض ضغط الدم. يمكن أن يؤدي هذا التنظيم إلى زيادة وظيفة البطانة والتروية الشريانية، وكلاهما مهم لصحة الخلايا العضلية. وبالتالي، فإن هذه التغييرات في الإشارات الناتجة عن طفرة مستقبل الإستروجين يمكن أن تؤدي إلى موت خلايا الخلايا العضلية جراء الإجهاد الفسيولوجي. بينما يلعب مستقبل الإستروجين ألفا دورًا أكثر عمقًا في التجديد بعد موت الخلايا العضلية، ولا يزال بإمكان مستقبل الإستروجين بيتا المساعدة عن طريق زيادة تنشيط الخلايا البطانية السلفية ووظيفة القلب الموافقة.

### مرض الزهايمر
يعتمد التنوع الجيني في مستقبل الإستروجين بيتا على الجنس والعمر، ويمكن أن يؤدي تعدد الأشكال مستقبل الإستروجين بيتا إلى تسريع شيخوخة الدماغ، والضعف الإدراكي، وتطور مرض آلزهايمر. على غرار الأمراض القلبية الوعائية، يكون النساء بعد سن اليأس خطر أعلى للإصابة بمرض الزهايمر بسبب فقدان هرمون الإستروجين، مما يؤثر على الشيخوخة الطبيعية للحصين، والبقاء العصبي والتجدد، والاستقلاب النشواني. يُعبَّر عن الحمض النووي الريبوزي المرسال لمستقبل الإستروجين بيتا بشكل كبير في الحصين، وهي منطقة من الدماغ مرتبطة بالذاكرة. يساهم هذا التعبير في زيادة بقاء الخلايا العصبية، ويساعد في الحماية من الأمراض التنكسية العصبية مثل مرض الزهايمر. يرتبط مرض الزهايمر أيضًا بتراكم ببتيد بيتا النشواني. في حين أن التركيز المناسب لببتيد بيتا النشواني في الدماغ مهم لقيامه بوظيفته بشكل صحي، إلا أن الإفراط في التركيز يمكن أن يؤدي إلى ضعف إدراكي. وهكذا، يساعد مستقبل الإستروجين بيتا على التحكم في مستويات ببتيد بيتا النشواني من خلال الحفاظ على البروتين المشتق منه، بروتين السلائف، وهو طليعة ببتيد بيتا النشواني. يساعد مستقبل الإستروجين بيتا عن طريق تنظيم الإنزيم المُقوِّض للأنسولين، والذي يؤدي إلى تقويض ببتيد بيتا النشواني عندما تبدأ مستويات التراكم في الارتفاع. ومع ذلك، في مرض الزهايمر، يؤدي نقص مستقبل الإستروجين بيتا إلى انخفاض هذا التقويض وزيادة في تراكم اللويحات.
يلعب مستقبل الإستروجين بيتا أيضًا دورًا في تنظيم صميم البروتين الشحمي E (APOE)، وهو عامل خطر للإصابة بمرض الزهايمر يعيد توزيع الدهون عبر الخلايا. يجري تنظيم تعبير صميم البروتين الشحمي E في الحُصين على وجه التحديد بواسطة 17βE2، مما يؤثر على التعلم والذاكرة لدى الأفراد المصابين بمرض الزهايمر. وبالتالي، يمكن استخدام العلاج بالإستروجين عبر نهج يستهدف مستقبل الإستروجين بيتا كطريقة وقائية لمرض الزهايمر سواء قبل أو في بداية سن اليأس. قد تؤدي التفاعلات بين مستقبل الإستروجين ألفا ومستقبل الإستروجين بيتا إلى تأثيرات متضاربة في الدماغ، لذلك يمكن أن يؤدي النهج الذي يستهدف مستقبل الإستروجين بيتا إلى زيادة الاستجابات العصبية العلاجية بشكل مستقل عن مستقبل الإستروجين ألفا. علاجيًا، يمكن استخدام مستقبل الإستروجين بيتا لدى كل من الرجال والنساء لتنظيم تكوين الصفيحات في الدماغ.

## وصلات خارجية
- Estrogen+Receptor+beta في المكتبة الوطنية الأمريكية للطب نظام فهرسة المواضيع الطبية (MeSH).